# Douvrin
Douvrin (Nederlands: Doverin) is een gemeente in het Franse departement Pas-de-Calais (regio Hauts-de-France). De plaats maakt deel uit van het arrondissement Béthune (Betun). Douvrin telde op 1 januari 2022 5.799 inwoners.
Vanaf 1969 is hier een motorenfabriek van Française de Mécanique gevestigd; sinds 2019 onderdeel van Stellantis. In de fabriek is onder andere de Douvrin-motor en de V6 PRV-motor gebouwd.

## Geografie
De oppervlakte van Douvrin bedroeg op 1 januari 2022 9,58 vierkante kilometer; de bevolkingsdichtheid was toen 605,3 inwoners per km².

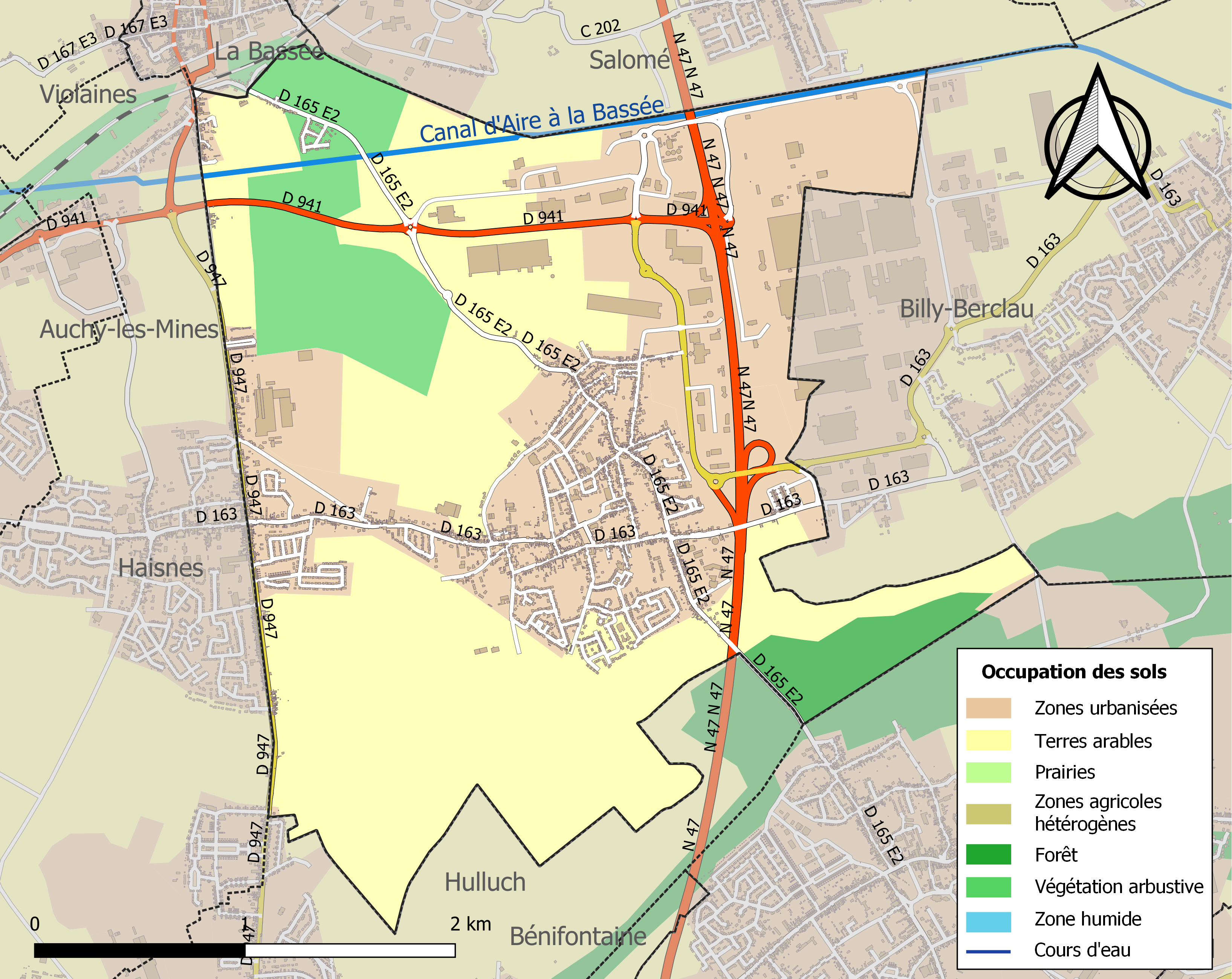
Kaart van de gemeente met belangrijkste infrastructuur, bodemgebruik en omliggende gemeenten

## Demografie
Onderstaande figuur toont het verloop van het inwonertal (bron: INSEE-tellingen).